# Лубенцов, Василий Никитич
Василий Никитич Лубенцо́в (1886—1975) — русский советский оперный певец (бас). Народный артист РСФСР (1937).

## Биография

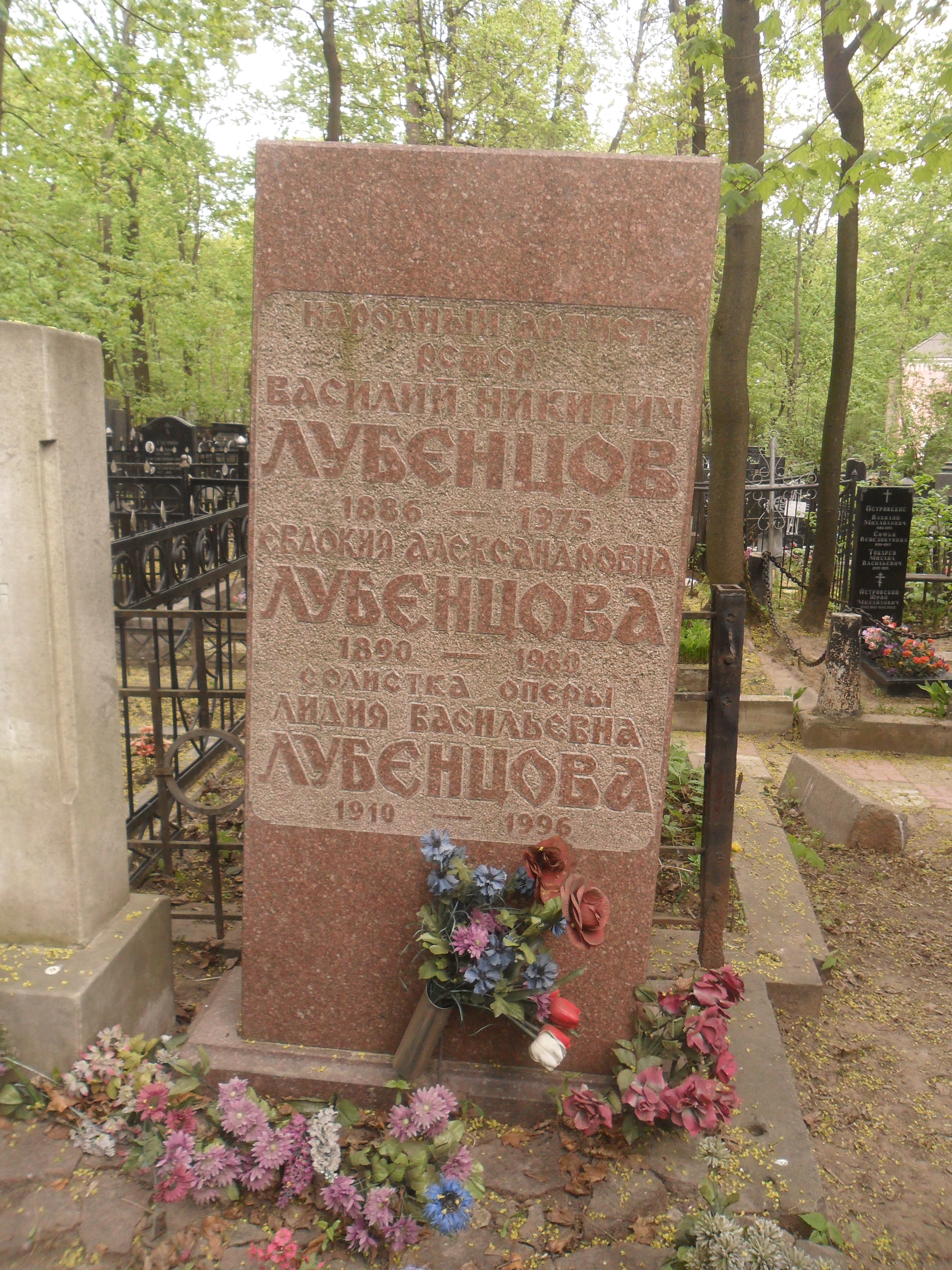
Могила Лубенцова на Введенском кладбище Москвы.

Родился 13 (25 апреля) 1886 года в Елисаветграде (ныне Кропивницкий, Украина).
В 1910 году окончил Одесское музыкальное училище (класс М. Полли). С 1911 года в Одесском оперном театре (антреприза М. Ф. Багрова).
В 1913—1923 годах солист Русской оперы в Киеве. В 1923—1952 в ГАБТ. Член ВКП(б) с 1943 года.
Умер 2 сентября 1975 года. Похоронен в Москве на Введенском кладбище (12 уч.).

## Оперные партии
- 1925 — «Декабристы» В. А. Золотарёва — Раевский (первый исполнитель)
- 1935 — «Леди Макбет Мценского уезда» Д. Д. Шостаковича — Борис Тимофеевич (первый исполнитель)
- 1938 — «Броненосец „Потёмкин“» О. С. Чишко — врач Смирнов (первый исполнитель)
- 1939 — «Мать» В. В. Желобинского — Гусев (первый исполнитель)
- 1951 — «От всего сердца» Г. Л. Жуковского — Краснопёров (первый исполнитель)
- «Хованщина» М. П. Мусоргского — Иван Хованский
- «Борис Годунов» М. П. Мусоргского — Варлаам, Пимен
- «Руслан и Людмила» М. И. Глинки — Фарлаф
- «Евгений Онегин» П. И. Чайковского — Гремин
- «Демон» А.Г. Рубинштейна - Князь Гудал
- «Черевички» П. И. Чайковского — Голова
- «Русалка» А. С. Даргомыжского — Мельник
- «Князь Игорь» А. П. Бородина — Кончак
- «Сказка о царе Салтане» Н. А. Римского-Корсакова — Салтан
- «Золотой петушок» Н. А. Римского-Корсакова — Додон
- «Севильский цирюльник» Дж. Россини — дон Базилио
- «Валькирия» Р. Вагнера — Хундинг
- «Фауст» Ш. Гуно — Мефистофель
- «Тихий Дон» И. И. Дзержинского — дед Сашка
- «Поднятая целина» И. И. Дзержинского — Половцев
- «Майская ночь» Н. А. Римского-Корсакова - Голова

## Награды и премии
- Заслуженный артист РСФСР (1933)
- Народный артист РСФСР (02.06.1937)
- Сталинская премия первой степени (1951) — за исполнение партии Ивана Хованского в оперном спектакле «Хованщина» М. П. Мусоргского
- два ордена Трудового Красного Знамени (02.06.1937 — за выдающиеся заслуги в деле развития оперного и балетного искусства, 27.05.1951[2])
- медали